# Память сердец
«Память сердец» (исп. El secreto del orfebre, «Секрет ювелира») — испанская романтическая мелодрама 2025 года режиссёра Ольги Осорио по роману Элиа Барсело. Главные роли в фильме исполнили Марио Касас, Мишель Дженнер, Зои Бонафонте и Энцо Оливер. Сюжет фильма рассказывает о романе, который преодолевает время.

## Сюжет
Действие фильма происходит в 1953, 1976 и 1999 годах. Вернувшись в родной город на севере Испании, известный дизайнер ювелирных украшений Хуан Пабло вспоминает прошлый бурный роман с Селией, женщиной на двадцать лет старше его.

## В ролях
- Марио Касас — Хуан Пабло
- Мишель Дженнер — Селия (в 1976 году)
- Энцо Оливер — Хуан Пабло (в 1976 году)
- Зои Бонафонте — Селия (в 1953 году)

## Производство и премьера
Фильм является адаптацией романа Элиа Барсело «El secreto del orfebre». Режиссёр и автор сценария Ольга Осорио рассказала в интервью, что на неё повлиял фильм «Любовное настроение». Музыку к фильму написала финский композитор Лау Нау. Фильм снят компанией Nostromo Pictures при участии Movistar Plus+ и поддержке ICEC. Местом съёмок стал город Эльсьего.
Премьера фильма в Испании состоялась 28 февраля 2025 года. Международная премьера фильма состоялась в апреле 2025 года, фильм вошёл в программу кинофестиваля в Майами.